# Michael Jefferson Nascimento
Michael Jefferson Nascimento (sinh ngày 21 tháng 1 năm 1982) là một cầu thủ bóng đá người Brasil.

## Sự nghiệp câu lạc bộ
Michael Jefferson Nascimento đã từng chơi cho JEF United Chiba và Albirex Niigata.